# Frame check sequence

Кадр Ethernet

FCS (Frame check sequence, с англ. — «последовательность проверки кадра») — специальное значение, добавленное в конец кадра для выявления ошибок передачи на принимающей стороне. Чаще всего в роли FCS применяется CRC, однако может быть применён и другой метод вычисления контрольной суммы. Вычисляется отправляющей стороной и помещается в поле FCS. Принимающая сторона вычисляет данное значение самостоятельно и сравнивает с полученным.
Данный формат был создан в сотрудничестве трёх компаний — DEC, Intel и Xerox. В связи с этим стандарт также носит название DIX Ethernet standard. Данная версия стандарта была опубликована в 1982 году (первая версия, Ethernet I — в 1980 году. Различия в версиях небольшие, формат в целом остался неизменным).